# 正交化
线性代数中的正交化指的是：从内积空间（包括常见的欧几里得空间）中的一组线性无关向量v1，...，vk出发，得到同一个子空间上两两正交的向量组u1，...，uk。
如果还要求正交化后的向量都是单位向量，那么称为标准正交化。
一般在数学分析中采用格拉姆-施密特正交化作正交化的计算。在编程计算时，格拉姆-施密特正交化的数值稳定性不高，所以常用更稳定的豪斯霍尔德变换代替。另外，相对于豪斯霍尔德变换在最后直接生成所有的向量，格拉姆-施密特方法在第i步产生第i个向量，因此后者可用迭代法编写。对于含有零元素较多的向量组（例如稀疏矩阵的QR分解），还会采用吉文斯旋转。